# Zrze (Orahovac)
Pour les articles homonymes, voir Zrze (homonymie).
Xërxë en albanais et Zrze en serbe latin (en serbe cyrillique : Зрзе) est une localité du Kosovo située dans la commune/municipalité de Rahovec/Orahovac et dans le district de Prizren/Prizren. Selon le recensement kosovar de 2011, elle compte 3 184 habitants.
Selon le découpage administratif du Kosovo, la localité fait partie du district de Gjakovë/Đakovica.

## Histoire
Sur le territoire du village se trouve une mosquée du XVIIIe siècle proposée pour une inscription sur la liste des monuments culturels du Kosovo.

## Démographie

### Évolution historique de la population dans la localité
| 1948 | 1953 | 1961 | 1971  | 1981  | 1991  | 2011  |
| ---- | ---- | ---- | ----- | ----- | ----- | ----- |
| 618  | 693  | 904  | 1 251 | 1 959 | 2 805 | 3 184 |

|  |

### Répartition de la population par nationalités (2011)
En 2011, les Albanais représentaient 96,73 % de la population.